# 察亨贝格
察亨贝格是德国巴伐利亚州的一个市镇。总面积27.31平方公里，总人口2099人，其中男性1061人，女性1038人（2011年12月31日），人口密度77人/平方公里。